# 中一新生之夢
（中文可譯「新手之夢」）指的是錯誤方程式「{\displaystyle (x+y)^{n}} = {\displaystyle x^{n}+y^{n}}」，當中 {\displaystyle n} 是一個實數（通常是大於1的正整數）。初階學生經常誤以為括號外的次方可以直接分配給括號內的項。其實只要假設 {\displaystyle n=2} 就可以簡單發現方程式並不成立：透過乘法分配律，{\displaystyle (x+y)^{2}=x^{2}+2xy+y^{2}}。至於 {\displaystyle n} 值更大的方程式，則可以使用二项式定理計算正確答案。

形象化表達「Freshman's dream」的錯誤之處：上圖的正方形邊長為X+Y，正方形總面積為黃色正方形（=X^{2}）、綠色正方形（=Y^{2})，以及兩個常被忽略的白色長方形（=2×X×Y）。

在熱帶幾何的世界，加法取代了乘法，而极值取代了加法。在此情況下，「Freshman's dream」便是正確。
「Freshman's dream」也可代指另一項定理，{\displaystyle (x+y)^{p}=x^{p}+y^{p}}，當中 {\displaystyle p} 是質數，而 {\displaystyle x} 和 {\displaystyle y} 是在具有 {\displaystyle p} 特徵的交換環上的代數。由於 {\displaystyle p} 能夠整除首項和末項以外的二項式係數，使中間的所有項都等於零，所以這個「錯誤」實際上可以做到正確答案。

## 歷史與別名
1940年一篇有關模曲線的文章中，桑德斯·麥克蘭恩引用斯蒂芬·科尔·克莱尼指出，特徵為2的體中的公式「{\displaystyle (a+b)^{2}=a^{2}+b^{2}}」，有可能破壞中一新生的代數觀念。此為可追溯的最早將「中一新生之夢」與正特徵體的二項式展開公式連繫起來的言論，自此大部分代數課本都提及這個慣常誤解，其中1974年湯馬士·亨嘉福的代數課本似乎是首次使用「Freshman's dream」一詞。別名包括1998年莊·法黎課本中的「」（中文可譯「中一新生之冪」）；又鑑於{\displaystyle (x+y)^{n}}可透過二项式定理計算，因而又被稱爲「小孩的二項式定理」（Child's binomial theorem）或「中學生的二項式定理」（Schoolboy binomial theorem）。
至於「Freshman's dream」一詞則自19世紀起已在非數學範疇使用。

## 例子
- {\displaystyle (1+4)^{2}=5^{2}=25}，但{\displaystyle 1^{2}+4^{2}=17}.
- {\displaystyle (x^{2}+y^{2})^{\frac {1}{2}}}（即 {\displaystyle {\sqrt {x^{2}+y^{2}}}} ）在大多數情況下都不等於{\displaystyle {\sqrt {x^{2}}}+{\sqrt {y^{2}}}=|x|+|y|}。例如：{\displaystyle {\sqrt {3^{2}+4^{2}}}={\sqrt {25}}=5}，而{\displaystyle 3+4=7}。

## 質數定理
當 {\displaystyle p} 是質數，而 {\displaystyle x} 和 {\displaystyle y} 是在具有 {\displaystyle p} 特徵的交換環上的代數，那麼 {\displaystyle (x+y)^{p}=x^{p}+y^{p}}。此理論可透過研究二項式係數的質數因數而論證：
第 n 個二項式係數為 {\displaystyle {\binom {p}{n}}={\frac {p!}{n!(p-n)!}}}。
由於分子是 {\displaystyle p} 的階乘，所以可以被 {\displaystyle p} 整除。不過當 {\displaystyle 0<n<p} 之時，{\displaystyle n!} 和 {\displaystyle (p-n)!} 都少於 {\displaystyle p}，因而兩者都不能被整除。但二項式係數必然是整數，因此第 n 個二項式係數可被 {\displaystyle p} 整除，交換環繼而等於零。自此整條方程式只剩下第0個和第 p 個二項式係數，因此可證 {\displaystyle (x+y)^{p}=x^{p}+y^{p}}。結果也證明 p 次方製造了自同态，又稱交換環的弗罗贝尼乌斯自同态。
在此方程中，{\displaystyle p} 必須是質數才可成立。有一相類近的定理指出，當 {\displaystyle p} 是質數的話，在{\displaystyle \mathbb {Z} _{p}[x]}多项式环中，{\displaystyle (x+1)^{p}\equiv x^{p}+1}。此定理成為現代質數測試中的關鍵。